# Szyszczyce (Pińczów)
Pour les articles homonymes, voir Szyszczyce.
Szyszczyce est une localité polonaise de la gmina de Działoszyce, située dans le powiat de Pińczów en voïvodie de Sainte-Croix.